# Vojtěch Kotek
Vojtěch Kotek (* 8. ledna 1988 Praha) je český herec, režisér a hudebník.

## Životopis
Pochází z divadelnické rodiny, jeho otec Václav Kotek byl hercem v Divadle Járy Cimrmana a matka Alena vystudovala produkci na DAMU. Kromě činoherního a filmového herectví se věnuje také moderování a dabingu. Je členem kapely TH!S, kde hraje na baskytaru. V mládí se věnoval judu. Závodil za oddíl TJ Sokol Praha Vršovice.
Základní vzdělání začal na ZŠ Perunova[zdroj?] a poté přestoupil na ZŠ Kladská s rozšířenou výukou jazyků. Vystudoval jazykové Gymnázium Budějovická v Praze. Zde se mimo běžných gymnaziálních předmětů učil španělštinu a němčinu. Po maturitě se přihlásil na FAMU, kam nebyl přijat a začal tak studovat obor režie na Filmové akademii Miroslava Ondříčka v Písku. Školu přerušil a nedokončil.
V roce 2008 se setkal před kamerou s gymnaziální spolužačkou Markétou Děrgelovou při natáčení čtvrté řady seriálu Pojišťovna štěstí, kde dvojice ztvárnila role Ondřeje Jánského a jeho přítelkyně Valérie. V Divadle Járy Cimrmana začal v lednu 2011 účinkovat v roli praktikanta Hlaváčka v inscenaci Vražda v salonním coupé. Premiéra se uskutečnila ve společenském centru UFFO v Trutnově. Na podzim roku 2023 začal alternovati Zdeňka Svěráka ve hře Afrika aneb Češi mezi lidožravci v hlavní roli dr. Emila Žáby.
Nedaleko přehrady Orlík se 30. června 2022 oženil s partnerkou Radanou, se kterou měl více než rok trvající vztah a oznámili těhotenství manželky.
Je fanouškem SK Slavia Praha.

## Filmografie

### Režie
- 2009 Ctrl Emotion – natočil v 2. ročníku (studentský film)
- 2015 Padesátka

### Herectví
- 2002 Únos domů
- 2004 Snowboarďáci
- 2006 Rafťáci
- 2006 Ro(c)k podvraťáků
- 2007 Poslední vlak
- 2008 O život
- 2008 Venkovský učitel
- 2008 Tobruk
- 2009 Ctrl Emotion
- 2011 Perfect Days – I ženy mají své dny
- 2013 Hořící keř
- 2015 Padesátka
- 2016 Prázdniny v Provence
- 2019 Poslední aristokratka
- 2019 Vlastníci
- 2019 Přes prsty
- 2019 Amundsen
- 2021 Kurz manželské touhy
- 2021 Atlas ptáků
- 2022 Betlémské světlo
- 2023 Jedeme na teambuilding
- 2024 Vlny (role Jiřího Dienstbiera)
- 2024 Sladký život
- 2025 Duchoň (role Karla Gotta)

#### Televizní filmy
- 2001 Tuláci
- 2003 Smrt pedofila
- 2004 Nadměrné maličkosti: Hypnóza
- 2004 I ve smrti sami
- 2005 Všichni musí zemřít
- 2007 Opravdová láska
- 2008 Résolution 819
- 2008 Fišpánská jablíčka
- 2009 Rytmus v patách
- 2011 Vůně kávy
- 2017 Marie Terezie
- 2018 Dívka za zrcadlem
- 2020 O vánoční hvězdě
- 2022 Ledviny bez viny

### Televizní seriály
- 2004–2010 Pojišťovna štěstí
- 2009–2013 Vyprávěj (pouze hlas vypravěče)
- 2013 Labyrint
- 2016–2017 Mordparta (1. a 2. řada)
- 2016 Doktor Martin
- od 2019 Marie Terezie
- od 2020 Einstein – Případy nesnesitelného génia
- od 2020 Pán Profesor (TV seriál, MARKÍZA)
- 2022 Guru (třídílná minisérie, VOYO)
- 2022 Dobré zprávy (TV seriál, TV Prima, epizodní role)
- 2024 Metoda Markovič: Hojer (VOYO)
- 2024 Lovec
- 2025 Bora (Oneplay)
- 2025 Parťák na baterky

### Televizní soutěže
- Máme rádi Česko (kapitán; 2019–dosud)
- Dream Team – Mistři dílny (moderátor; 2022)
- Zrádci (moderátor; 2024)[17]

## Divadelní role (výběr)
- 2001 Richard III. (Richard)
- 2009 U kočičí bažiny (Duch Josefa Swana)
- 2009 Kupec benátský (Salerio)
- 2011 Vražda v salonním coupé (praktikant Jindřich Hlaváček)
- 2011 Zkrocení zlé ženy (Lucentio)
- 2014 Paní Warrenová (Frank)
- 2018 Poutníci do Lhasy (Monsignore Drozd)
- 2021 Jan Werich (Jan Werich jako mládenec)
- 2023 Afrika (Dr. Emil Žába)
- 2024 Vyšetřování ztráty třídní knihy (učitel)

## Dabing (výběr)
- 2021 Není čas zemřít – Rami Malek (Safin)
- 2019 Playmobil ve filmu (Rex Dasher)
- 2019 Toy Story 4: Příběh hraček (Vidlík)
- 2017 LEGO Batman film (Robin)
- 2016 Anthropoid (film) (dabing Adolfa Opálky)
- 2015 Alenka – dívka, která se nestane – Anton Bogdanov (Goulbi)
- 2012 Během jeho života: Příběh Johna Lennona – Philip McQuillan Phoenix (John Lennon)
- 2012 Happy Feet 2 – Elijah Wood (Mambo)
- 2012 Krev pelikána – Harry Treadaway (Nikko)
- 2012 Rebelka – Steve Purcell (havran)
- 2011 Auta 2 – Lewis Hamilton (Lewis Hamilton)
- 2011 Básník války – Zion Lee (Hanz)
- 2011 Harry Potter a Relikvie smrti – část 2 – Daniel Radcliffe (Harry Potter)
- 2011 Komplic – Joseph Gordon–Levitt (Chris Pratt)
- 2011 To, co dýchám – Emile Hirsch (Tony)
- 2011 Volný den Ferrise Buellera – Alan Ruck (Cameron Frye)
- 2010 Harry Potter a Relikvie smrti – část 1 – Daniel Radcliffe (Harry Potter)
- 2010 Legendy z Dogtownu – Emile Hirsch (Jay Adams)
- 2010 Na vlásku – Zachary Levi (Flynn)
- 2009 Harry Potter a Princ dvojí krve – Daniel Radcliffe (Harry Potter)
- 2009 Můj chlapec Jack – Daniel Radcliffe (John Kipling)
- 2009 Na domácí půdě – Ryan Merriman (Matt Dunbar)
- 2009 Planeta 51 – Justin Long (Tléma)
- 2008 Prosincoví kluci – Daniel Radcliffe (Maps)
- 2008 Rocker – Josh Gad (Matt Gadman)
- 2008 Speed Racer – Emile Hirsch (Speed Racer)
- 2008 V křesle režiséra – Michael Angarano (Cameron Kincaid)
- 2007 Harry Potter a Fénixův řád – Daniel Radcliffe (Harry Potter)
- 2007 Průvodce k rozpoznání tvých svatých – Shia LaBeouf (Mladý Dito)
- 2007 Terkel má problém – Anders Matthesen (Terkel)
- 2006 Happy Feet – Elijah Wood (Mambo)
- 2006 Kniha lásky – Chris Young (Jack Twiller)
- 2005 Dveře v podlaze – Jon Foster (Eddie O'Hare)
- 2005 Harry Potter a Ohnivý pohár – Daniel Radcliffe (Harry Potter)
- 2005 Městský lovec – Eric Kot (DJ Soft)
- 2005 Nadaný žák – Brad Renfro (Todd Bowden)
- 2005 Valiant – Ewan McGregor (Valiant)
- 2004 Daredevil – Scott Terra (mladý Matt)
- 2004 Harry Potter a vězeň z Azkabanu – Daniel Radcliffe (Harry Potter)
- 2004 John Q. – Kevin Connolly, Keram Malicki–Sanchez (Steve Maguire, Freddy B.)
- 2004 Přežít Vánoce – Josh Zuckerman (Brian Valco)
- 2003 Návrat Maxe Dugana – Matthew Broderick (Michael McPhee)
- 2003 Obyčejní lidé – Bobby Coyne (mladý Buck)
- 2003 Vyděděnec – Eric Donat (José)
- 2002 A.I. Umělá inteligence – Jake Thomas (Martin Swinton)
- 2002 Digimon – Joshua Seth (Tai Kamiya)
- 2002 Harry Potter a Tajemná komnata – Daniel Radcliffe (Harry Potter)
- 2002 Jak na věc – Nicholas Hoult (Marcus)
- 2002 Jurský park 3 – Trevor Morgan (Erik Kirby)
- 2002 Muž bez tváře – Nick Stahl (Charles E. Norstadt)
- 2002 Peter Pan – Paul Collins (John)
- 2002 Shane – Brandon De Wilde (Joey Starett)
- 2002 Titus – Osheen Jones (mladý Lucius)
- 2002 Beyblade:V-force - Hóko Kuwašima (Kenny)
- 2001 Beyblade - Hóko Kuwašima (Kenny)
- 2001 Billy Elliot – Jamie Bell (Billy Elliot)
- 2001 Harry Potter a Kámen mudrců – Daniel Radcliffe (Harry Potter)
- 2001 Legenda o slavném návratu – J. Michael Moncrief (Hardy Greaves)
- 2001 Mach, Šebestová a kouzelné sluchátko – Wang Zhao (Lin)
- 2001 Marvinův pokoj – Hal Scardino (Charlie)
- 2001 Nekonečný příběh 2 – Jonathan Brandis (Bastian)
- 2001 Nepřítel před branami – Gabriel Thomson (Saša)
- 2001 Přestávka: Škola mimo provoz – Courtland Mead (Gus Griswald)
- 2001 Zúčtování v Malém Tokiu [2. dabing Nova] – Keith Boldroff (mladý Kenner)
- 2000 Gladiátor – Spencer Treat Clark (Lucius)
- 2000 Gloria – John Adames (Phil Dawn)
- 2000 Kramerová versus Kramer – Justin Henry (Billy Kramer)
- 2000 Osobní strážce – DeVaughn Nixon (Fletcher Marron)
- 2000 Santa Claus – Christian Fitzpatrick (Joe)

### Režie českého znění
- 2012 Rebelka
- 2011 Auta 2
- 2011 Máma mezi Marťany
- 2011 Medvídek Pú
- 2010 Alenka v říši divů
- 2010 Na vlásku
- 2009 Vzhůru do oblak